# 佐藤亜貴子
佐藤 亜貴子（さとう あきこ、1982年8月10日 - ）は、神奈川県出身の女子競輪選手。日本競輪選手会神奈川支部所属、ホームバンクは平塚競輪場。日本競輪学校（当時。以下、競輪学校）第108期生。師匠は柴田健（71期）。

## 経歴
中学時代に剣道、高校時代にはバスケットボールをしていた。スポーツジムで働いているときに競輪を知り、ガールズケイリンにチャレンジしてみようと思い立ったのが競輪選手になるきっかけだという。
2013年12月20日、競輪学校第108回適性試験に合格。在校競走成績は5位（14勝）。卒業記念レースは7着。
2015年7月22日、別府競輪場でデビューし4着。初勝利は同年8月1日の平塚競輪場、初優勝は2016年12月11日の立川競輪場で挙げた（完全優勝）。